# Фонвиель, Бернар Франсуа
Бернар Франсуа Фонвиель (1759, Тулуза — 1837) — французский политический деятель, писатель, драматург.

## Биография
На момент начала Великой Французской революции служил клерком в Перпиньяне и поначалу стал горячим сторонником Революции, но в скором времени разочаровался в ней и стал сторонником монархии. В 1793 году сыграл важную роль во время восстания против Конвента на юге Франции, в Лионе, однако благодаря своей осторожности, которая всегда была для него выше убеждений, сумел вовремя бежать в Швейцарию, прежде чем город был взят. Оттуда он тайно перебрался в Марсель, затем жил некоторое время в Испании и Италии. Затем тайно вернулся во Францию, находился в Лионе между 9 термидора и 13 вандемьера, позже долго скрывался в Париже и стал там тайным агентом Людовика XVIII. Тем не менее после установления во Франции режима Консульства принял новую власть и вышел из подполья.
После установления Наполеоном режима Первой империи стал начальником отдела в военном министерстве, затем возглавил банк Франции и занимал ещё ряд должностей. После Реставрации Бурбонов в 1814 году лишился всех чинов. Последние годы жизни провёл в бедности и затем нищете, пытаясь зарабатывать на жизнь литературным трудом и привлекая внимание своим эксцентричным поведением: в частности, присваивал сам себе титулы вроде «Рыцаря золотой шпоры», «секретаря Академии невежд» и так далее.
Его перу принадлежит большое количество разнообразных произведений, среди которых памфлеты, оды, басни, поэмы, комедии и трагедии. Главные работы: «Considérations sur la situation commerciale de la France au dénouement de sa révolution» (Париж, 1814), «Louis XVI, tragédie» (1820), «La guerre d’Espagne» (1824), «Oeuvres dramatiques», «Recueil de fables» (1818—1828), «Mémoires historiques» (1824).